# Бредуц (комуна)
Бредуц (рум. Brăduț) — комуна у повіті Ковасна в Румунії. До складу комуни входять такі села (дані про населення за 2002 рік):
- Бредуц (925 осіб) — адміністративний центр комуни
- Добошень (1780 осіб)
- Телішоара (743 особи)
- Філія (1240 осіб)

Комуна розташована на відстані 191 км на північ від Бухареста, 32 км на північний захід від Сфинту-Георге, 52 км на північ від Брашова.

## Населення
За даними перепису населення 2002 року у комуні проживали 4688 осіб.
Національний склад населення комуни:
| Національність | Кількість осіб | Відсоток |
| -------------- | -------------- | -------- |
| угорці         | 3921           | 83,6%    |
| цигани         | 570            | 12,2%    |
| румуни         | 195            | 4,2%     |
| німці          | 2              | < 0,1%   |

Рідною мовою назвали:
| Мова      | Кількість осіб | Відсоток |
| --------- | -------------- | -------- |
| угорська  | 3794           | 80,9%    |
| румунська | 894            | 19,1%    |

Склад населення комуни за віросповіданням:
| Релігія                                       | Кількість осіб | Відсоток |
| --------------------------------------------- | -------------- | -------- |
| реформати                                     | 3463           | 73,9%    |
| п'ятдесятники                                 | 842            | 18,0%    |
| римо-католики                                 | 147            | 3,1%     |
| унітарії                                      | 101            | 2,2%     |
| православні                                   | 97             | 2,1%     |
| не релігійні                                  | 15             | 0,3%     |
| адвентисти                                    | 14             | 0,3%     |
| баптисти                                      | 2              | < 0,1%   |
| лютерани (Синодально-пресвітеріанська церква) | 2              | < 0,1%   |
| лютерани (Аугсбурзького сповідання)           | 2              | < 0,1%   |